# Cirey-sur-Vezouze
Cirey-sur-Vezouze – miejscowość i gmina we Francji, w regionie Grand Est, w departamencie Meurthe i Mozela.
Według danych na rok 1990 gminę zamieszkiwało 1989 osób, a gęstość zaludnienia wynosiła 121 osób/km² (wśród 2335 gmin Lotaryngii Cirey-sur-Vezouze plasuje się na 214. miejscu pod względem liczby ludności, natomiast pod względem powierzchni na miejscu 287.).